# Eupelmus xestops
Eupelmus xestops är en stekelart som beskrevs av Perkins 1910. Eupelmus xestops ingår i släktet Eupelmus och familjen hoppglanssteklar. Inga underarter finns listade i Catalogue of Life.